# Herrschaft Abensberg

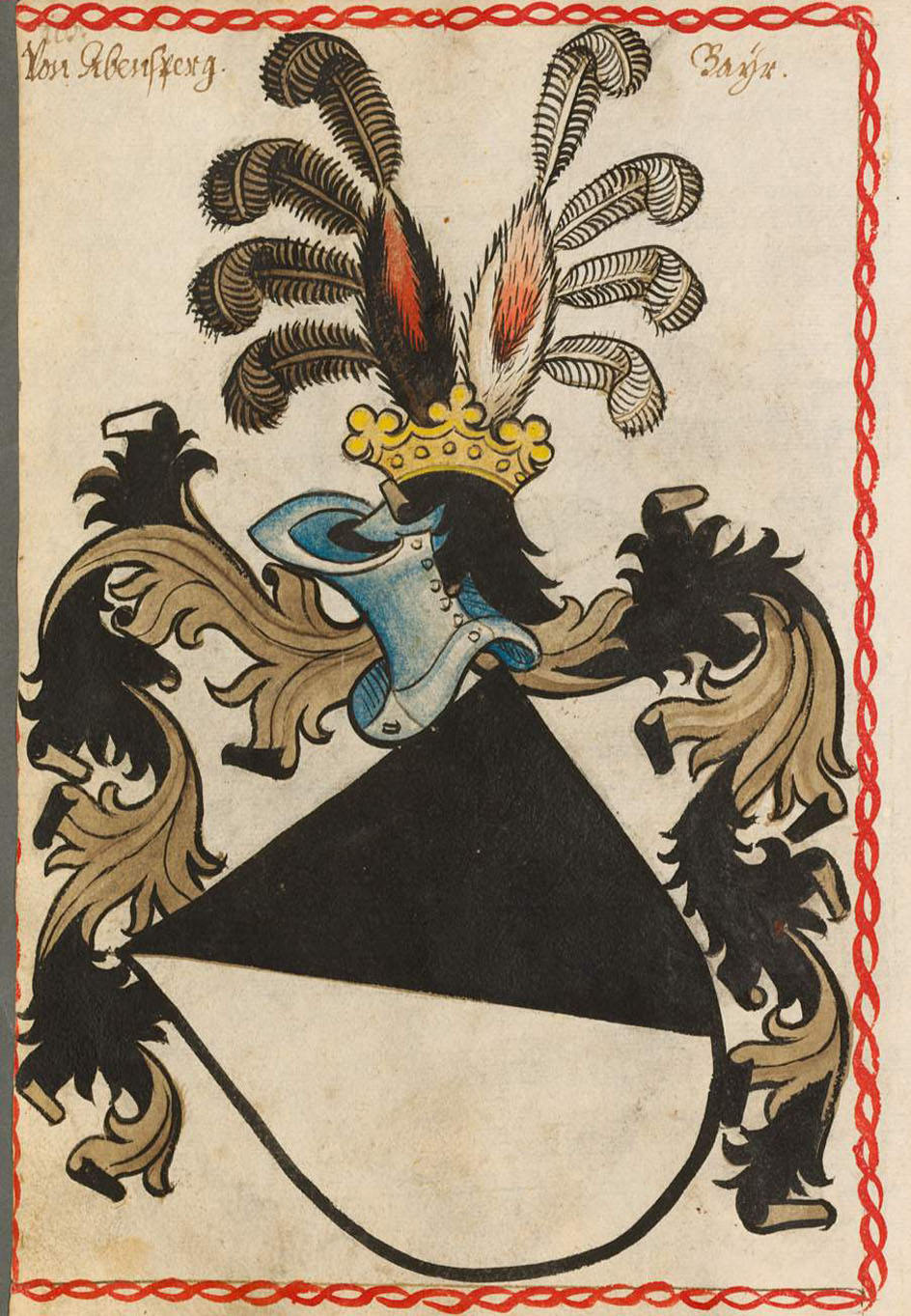
Wappen der Abensberger, Scheiblersches Wappenbuch 1450–1480

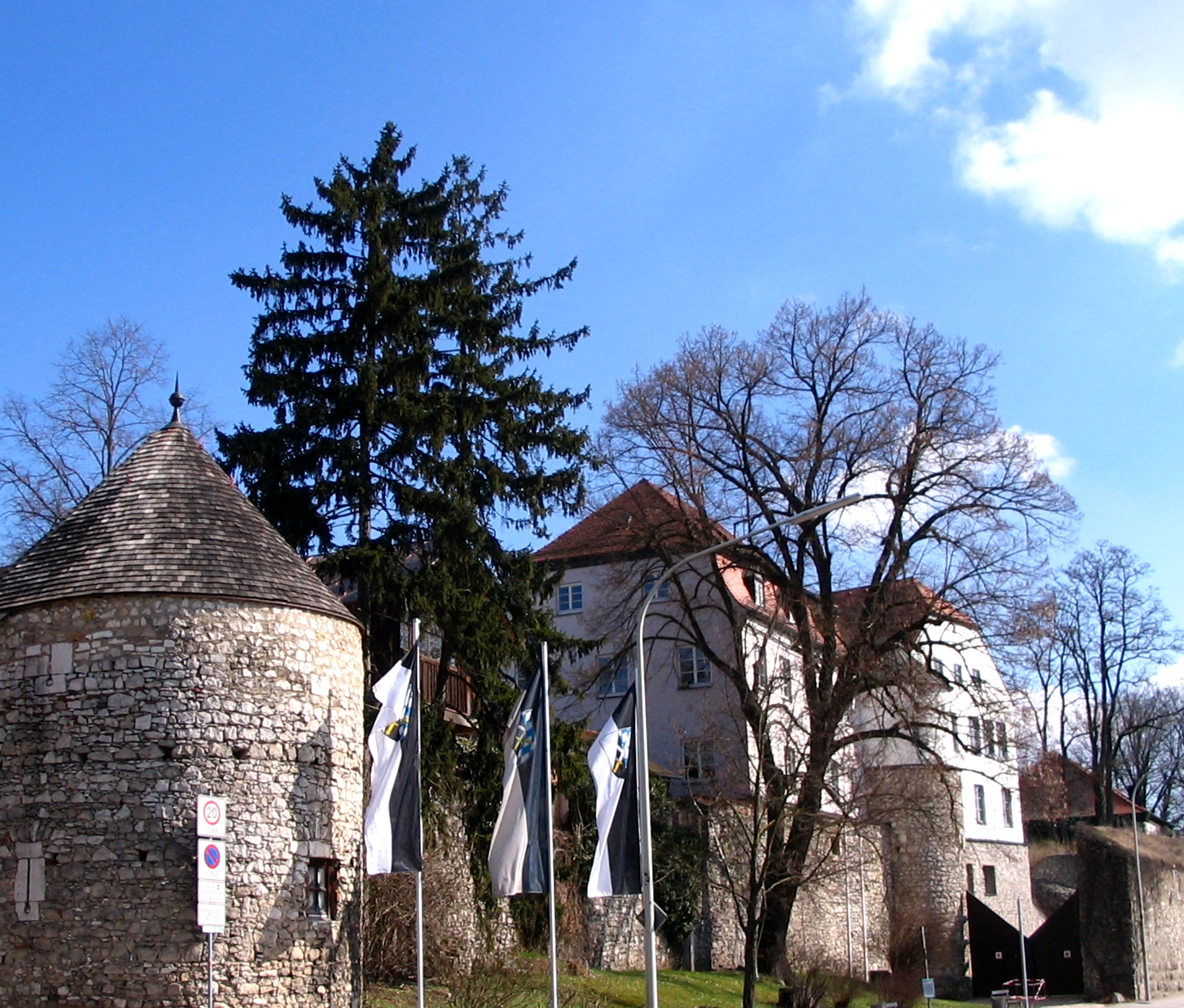
Reste der Burg Abensberg

Die Herrschaft Abensberg war eine reichsunmittelbare Herrschaft der Abensberger, einem bayerischen Adelsgeschlecht, das vom 12. bis zum 15. Jahrhundert Bestand hatte.

## Geschichte
Gebhard I., der Mitte des 12. Jahrhunderts die Burg Abensberg errichtete, benannte sich als erster nach dem Ort Abensberg. Aus dieser Zeit um 1138 stammt auch die früheste schriftliche Erwähnung unter dem Namen Habensperch.
Bei den Abensbergern handelt es sich väterlicherseits vermutlich um Nachfahren der Grafen von Ebersberg und mütterlicherseits um Nachfahren der Babonen. Sie waren im Besitz der Herrschaft Abensberg, die Abensberg und das umliegende Gebiet sowie (bis 1247) Altmannstein umfasste. Außerdem hatten die Grafen von Abensberg Lehen und Klostervogteien der Bistümer Bamberg und Passau inne. Konrad I. von Abensberg war Erzbischof von Salzburg (1106–1147), Theoderich von Abensberg Bischof von Regensburg (1381–1383). Johann von Abensberg war 1389 Stifter des Karmelitenklosters Abensberg.
Der Grundstein für die spätere Reichsunmittelbarkeit der Herrschaft wurde unter Ulrich III. von Abensberg bereits zu Beginn des 14. Jahrhunderts gelegt: Aufgrund seiner Nähe zu Kaiser Ludwig dem Bayern (regierte 1314–1347) konnten die Abensberger zahlreiche kaiserliche und herzogliche Privilegien erlangen, die ihnen Blutgerichtsbarkeit und Marktrechte für verschiedene Orte ihrer Herrschaft gewährten. Diese (auch die herzoglichen) Privilegien erfuhren unter Ludwigs Nachfolgern wiederholt reichsrechtliche Bestätigung. Gleichzeitig versuchten die bayerischen Herzöge aber auch immer wieder, die Macht der Abensberger einzuengen. Um den mächtigen Nachbarn nicht zu verärgern, verzichteten die Abenberger schon ab 1275 nach dem Aussterben der Rottenegger Linie auf den Grafentitel und nannten sich fortan „Herren von Abensberg“. Mehrere Abensberger sind in bayerischen Diensten verzeichnet, ohne dass die Familie als landständig angesehen worden wäre. Am bayerischen Gerichtsort Kelheim waren die Abensberger im 14. und 15. Jahrhundert oftmals als Pfleger im herzoglichen Auftrag tätig.
Noch der letzte Abensberger, Niclas von Abensberg, erhielt 1477 eine Bestätigung seiner Besitzungen und Rechte als Reichslehen durch Kaiser Friedrich III. Als Feldhauptmann Herzog Albrechts IV. führte Niclas von Abensberg zweimal das Heer von Bayern-München gegen Albrechts jüngeren Bruder Christoph ins Feld. 1485 wurde Niclas bei Freising in einem Hinterhalt festgesetzt und von Seitz dem Frauenberger, einem Gefolgsmann Herzog Christophs ermordet. Obwohl Abensberg reichsunmittelbares Territorium war, wurde die Herrschaft von Truppen Bayern-Münchens sofort besetzt. Die Herrschaft Abensberg wurde gegen eine nicht unerhebliche Geldsumme an König Maximilian im Dezember 1493 endgültig durch das Wittelsbacher Herzogtum Bayern-München erworben.